# Haliplus kirgisiensis
Haliplus kirgisiensis is een keversoort uit de familie watertreders (Haliplidae). De wetenschappelijke naam van de soort is voor het eerst geldig gepubliceerd in 2006 door Holmen & Vondel.